# Prix littéraires du Gouverneur général 1954
Liste des Prix littéraires du Gouverneur général pour 1954, chacun suivi du gagnant.

## Anglais
- Prix du Gouverneur général : romans et nouvelles de langue anglaise : Igor Gouzenko, The Fall of a Titan.
- Prix du Gouverneur général : poésie ou théâtre de langue anglaise : P.K. Page, The Metal and the Flower.
- Prix du Gouverneur général : études et essais de langue anglaise : Hugh MacLennan, Thirty and Three et A.R.M. Lower, This Most Famous Stream.
- Prix du Gouverneur général : littérature jeunesse de langue anglaise - texte : Marjorie Wilkins Campbell, The Nor'westers.